# Buket Hagu
Buket Hagu is een bestuurslaag in het regentschap Aceh Utara van de provincie Atjeh, Indonesië. Buket Hagu telt 2355 inwoners (volkstelling 2010).